# Керцелли, Николай Григорьевич
Николай Григорьевич Керцелли (1821—1882) — российский антрополог, этнограф, археолог и музейный работник; титулярный советник; хранитель Дашковского этнографического музея.

## Биография
Родился в 1821 году. Происходил из обер-офицерских детей; правнук композитора и капельмейстера Франца Ксавьера Керцелли (нем. Franz Körzl), работавшего до 1762 года в Вене, затем в Батурине, Глухове и Москве.
Окончил 1-ю Московскую гимназию; во время обучения в гимназии обучал грамоте Константина Манна. Дальнейшего университетского образования не имел. С 1839 года долгое время служил чиновником в Московском отделении Сената; в 1858 году получил чин титулярного советника, с 1861 года — старший помощник секретаря. 
С 1 января 1870 до 10 мая 1882 года служил хранителем коллекций Общества любителей естествознания, Румянцевского и Дашковского этнографического музеев, занимался составлением каталогов этих собраний. 
Был награждён орденами Св. Анны 2-й степени и Св. Станислава 2-й степени.
Был действительным членом Императорского Русского общества акклиматизации животных и растений, Парижского общества акклиматизации, Императорского общества любителей естествознания, Комитета шелководства при Императорском обществе сельского хозяйства, Московского общества распространения технических знаний.